# YHLQMDLG
YHLQMDLG (siglas de Yo hago lo que me da la gana) es el segundo álbum de estudio en solitario del cantante Bad Bunny. Se lanzó el 29 de febrero de 2020 por Rimas Entertainment. Presenta apariciones especiales de Daddy Yankee, Arcángel, Myke Towers, Sech, Anuel AA, Yaviah, Kendo Kaponi, Jowell & Randy, Ñengo Flow, Duki, entre otras. El álbum fue lanzado solo dos días después de su anuncio. Alcanzó el número dos en el Billboard 200 de Estados Unidos.

## Antecedentes y lanzamiento
Cuando Bad Bunny lo escribía de manera frecuente en sus redes sociales. El título del álbum se mencionó por primera vez durante una secuencia del video musical del sencillo «Vete». Durante el evento Calibash de 2020 realizada en el Staples Center de la ciudad de Los Ángeles, confirmó que el nombre del álbum sería YHLQMDLG. El 2 de febrero, anunció que el álbum saldría en el mes de febrero, y que contaría con un total de veinte pistas. Bad Bunny finalmente, anunció el álbum junto con su portada oficial el 27 de febrero de 2020, durante una aparición en el programa de televisión The Tonight Show Starring Jimmy Fallon. La portada fue llevada a cabo por Paranoiia en Piink Studio.
El título significa «Yo hago lo que me da la gana» y cuenta con colaboraciones con Daddy Yankee, Yaviah, Jowell & Randy y Ñengo Flow. El álbum es un homenaje a las marquesinas (fiestas de garaje) que Bad Bunny creció asistiendo, y presenta muchos guiños al reguetón de principios y mediados de la década de 2000.

## Rendimiento comercial
YHLQMDLG debutó en el número dos en el Billboard 200 de Estados Unidos. Con fecha del 14 de marzo de 2020, vendiendo 179,000 unidades equivalentes a álbumes, incluidas 35.000 ventas de álbumes puros. Ganó 201,4 millones de transmisiones bajo demanda en el país, logrando la mayor semana de la transmisión de la historia para un álbum latino, superando el récord establecido por el álbum Aura de Ozuna. Es el álbum con la lista más alta de Bad Bunny, y el álbum en español con la lista más alta que jamás haya aparecido en la lista. Registro anterior de álbumes en español fueron Fijación Oral vol. 1 (2005) de Shakira y Amar es Combatir (2006) de Maná, ambos en el número cuatro.
Bad Bunny debutó las 20 pistas del álbum en la lista Hot Latin Songs de Billboard, con fecha del 14 de marzo, estableciendo varios récords: la mayoría de las veces registrando canciones entre los 10 primeros lugares (8), los 20 (18) y los 25 (20). Con ocho canciones entre las 10 mejores en la lista, Bad Bunny se superó a sí mismo ya que anteriormente tenía el récord de seis canciones simultáneamente en los 10 primeros lugares (en septiembre de 2019). Con 18 canciones en el top 20, superó la marca de nueve canciones de J Balvin (febrero de 2020). Solo Ozuna ha colocado más canciones simultáneamente en la lista, con 21 (septiembre de 2018). Bad Bunny alcanzó un récord de 83 temas en la lista, superando las 74 entradas de Daddy Yankee.
Bad Bunny también colocó 11 pistas del álbum en el Billboard Hot 100 de Estados Unidos. La mayor cantidad para cualquier artista latino con canciones en español.

## Premios y nominaciones
Entre los reconocimientos entregados al álbum se encuentran los siguientes:
| Año  | Premio                 | Categoría                          | Resultado |
| ---- | ---------------------- | ---------------------------------- | --------- |
| 2020 | Premios Grammy Latinos | Álbum del año                      | Nominado  |
| 2020 | Premios Grammy Latinos | Mejor álbum de música urbana       | Nominado  |
| 2021 | Premios Grammy         | Mejor álbum latino de pop o urbano | Ganador   |
| 2021 | Premios Lo Nuestro     | Mejor álbum del año                | Ganador   |
| 2021 | Billboard Music Award  | Mejor álbum latino                 | Ganador   |
| 2020 | American Music Award   | Álbum favorito-latino              | Ganador   |

## Promoción

### Sencillos
El 22 de noviembre de 2019, se estrenó «Vete» como el sencillo principal del álbum. El título del álbum fue mencionado por primera vez durante una secuencia del video musical que lo acompaña. El tema alcanzó el primer lugar en la lista Hot Latin Songs de Billboard, además del disco de platino en España. El segundo sencillo «Ignorantes» en colaboración con el cantante panameño Sech se publicó el 14 de febrero de 2020, La canción fue confirmada al ser registrada en el sitio web de ASCAP y alcanzó la tercera posición en la lista Hot Latin Songs. El 29 de febrero, el mismo día del lanzamiento de la nueva producción estrenó su tercer sencillo «La difícil» junto a su vídeo musical que sigue la misma estética del álbum, es decir, un material visual.

## Lista de canciones
| YHLQMDLG |                                              | |                                             |          |  |
| N.º      | Título                                       | Escritor(es)                                                                                                | Director(es)                                | Duración |  |
| 1.       | «Si veo a tu mamá»                           | Benito Martínez                                                                                             | Súbelo NEO, MasterHands y Elikai            | 2:50     |  |
| 2.       | «La difícil»                                 | Martínez, Gabriel Mora, José Cruz, Freddy Montalvo y Jesús Prato                                            | Subelo NEO, Lennex y Mora                   | 2:43     |  |
| 3.       | «Pero ya no»                                 | Martínez, Cruz, Montalvo, Dylan Cleary-Krell y Emanuel González                                             | Subelo NEO, EMG y Dez Wright                | 2:40     |  |
| 4.       | «La santa» (con Daddy Yankee)                | Martínez, Ramón Ayala y Marco Masis                                                                         | Tainy                                       | 3:26     |  |
| 5.       | «Yo perreo sola» (con Nesi)                  | Martínez, Cruz, Montalvo, Marco Masis y Génesis Ríos-Serrano                                                | Bad Bunny, Tainy y Subelo NEO               | 2:52     |  |
| 6.       | «Bichiyal» (con Yaviah)                      | Martínez, Ernesto Padilla, Cruz, Montalvo y Javier Marcano                                                  | Nesty y Subelo NEO                          | 3:16     |  |
| 7.       | «Soliá»                                      | Martínez, Mora, Cruz, Montalvo, Etienne Gagnon y Steve Matinez                                              | Subelo NEO, Demy & Clipz y Mora             | 2:39     |  |
| 8.       | «La zona»                                    | Martínez, Egbert Rosa, Carlos Ortiz, Juan Ortiz y Nino Segarra                                              | Chris Jeday, Gaby Music, Haze y Nino        | 2:16     |  |
| 9.       | «Que malo» (con Ñengo Flow)                  | Martínez, Edwin Rosa, Abner Boria y Michael Masis                                                           | Mvsis y Jota Rosa                           | 2:47     |  |
| 10.      | «Vete»                                       | Martínez, Ivaniel Ortiz, Cruz, Montalvo, César Batista-Escalera, Edgar Semper-Vergas y Xavier Semper-Vergas | Subelo NEO y Hazen                          | 3:12     |  |
| 11.      | «Ignorantes» (con Sech)                      | Martínez, Eduardo Soteldo, Sr., Carlos Morales y Jorge Valdés                                               | Dímelo Flow y Soteldo Beats                 | 3:30     |  |
| 12.      | «A tu merced»                                | Martínez, Henry De La Prida, Cruz, Montalvo y Ezequiel Rivera Pérez                                         | EZ el Ezeta, Henry De la Prida y Subelo NEO | 2:55     |  |
| 13.      | «Una vez» (con Mora)                         | Martínez y Gabriel Mora                                                                                     | Taiko                                       | 3:52     |  |
| 14.      | «Safaera» (con Ñengo Flow y Jowell & Randy)  | Martínez, Edwin Vázquez, Joel Muñoz y Randy Ortiz                                                           | Tainy y DJ Omar                             | 4:55     |  |
| 15.      | «25/8»                                       | Martínez, Cruz, Montalvo, Kaled Rivera, Ben Sturdivant, Félix Rodríguez y Jason García                      | Subelo NEO, Hide Miyabi, Based1 y Elikai    | 4:03     |  |
| 16.      | «Está cabrón ser yo» (con Anuel AA)          | Martínez, Emmanuel Gazmey, Frank Packer y Harald Sorebo                                                     | Payday y Frank King                         | 3:47     |  |
| 17.      | «Puesto pa' guerrial» (con Myke Towers)      | Martínez, I. Ortiz, Cruz, Montalvo y Michael Torres                                                         | Subelo NEO y Hazen                          | 3:10     |  |
| 18.      | «P FKN R» (con Kendo Kaponi y Arcángel)      | Martínez, Charles Ocansey, Frederik Thrane, José Rivera y Austin Santos                                     | The Skybeats y Forthenight                  | 4:18     |  |
| 19.      | «Hablamos mañana» (con Duki y Pablo Chill-E) | Martínez, Marco Masis, Pablo Acevedo, Mauro Lombardo y Carlos Melendez                                      | Tainy y Albert Hype                         | 4:00     |  |
| 20.      | «<3»                                         | Martínez, Marco Masis y Melendez                                                                            | Tainy y Albert Hype                         | 2:37     |  |
| 65:48    |                                              | |                                             |          |  |

## Posicionamiento en listas
| Listas (2020)                     | Mejor posición |
| --------------------------------- | -------------- |
| Bélgica (Ultratop) Flanders       | 62             |
| Bélgica (Ultratop) Wallonia       | 75             |
| Canadá (Billboard)                | 17             |
| España (PROMUSICAE)               | 5              |
| España Streaming (PROMUSICAE)     | 1              |
| Estados Unidos (Billboard 200)    | 2              |
| Estados Unidos (Top Latin Albums) | 1              |
| Francia (SNEP)                    | 81             |
| Italia (FIMI)                     | 14             |
| Países Bajos (Album Top 100)      | 37             |
| Suecia (Sverigetopplistan)        | 48             |
| Suiza (Schweizer Hitparade)       | 12             |

## Certificaciones
| País (organismo certificador) | Certificación       | Unidades certificadas |
| ----------------------------- | ------------------- | --------------------- |
| España (PROMUSICAE)           | 3x Platino          | 120 000               |
| Estados Unidos (RIAA)         | 24x Platino (Latin) | 1 140 000             |